# Klattia stokoei
Klattia stokoei là một loài thực vật có hoa trong họ Diên vĩ. Loài này được L.Guthrie miêu tả khoa học đầu tiên năm 1921.